# Orso Orsini
Orso Orsini († 5. Juli 1479 in Viterbo) war ein italienischer Condottiere, Herzog von Ascoli Satriano, Marchese von Atripalda und Graf von Nola und Soave.

Wappen der Orsini

## Leben
Der uneheliche Sohn von Gentile Orsini aus Pitigliano war ein Söldner von Alfons V. von Aragón.
1439 schloss er sich Michele Attendolo an, um gegen die Aragonesen zu kämpfen. Im Jahr darauf nahm er, wieder an der Seite von Attendolo an der Schlacht von Anghiari teil. 1440 verließ er Attendolo um zunächst zu den Venezianern und kurz darauf zu den Sforzas zu wechseln.
Im Jahr 1450 schloss er mit Venedig einen Vertrag ab. Sein Dienst bei der Serenissima dauerte über ein Jahrzehnt. In Venedigs Diensten kämpfte er gegen die Truppen von Francesco Sforza, der Herzog von Mailand geworden ist.
Ende des Jahres 1459 zog er nach Apulien, zur Unterstützung des Fürsten von Taranto, Giovanni Antonio Orsini del Balzo. Vor seiner Abreise musste er ein feierliches Versprechen abgeben, keine Verbündete der Serenissima, insbesondere den König von Neapel, Ferdinand von Aragon, zu bekämpfen. Im Sold des Fürsten von Taranto kämpfte er gegen die Aragonesen. 1460 trug er zum Sieg in Schlacht von Sarno an der Seite von Johann II. von Anjou-Valois bei.
1461 wechselte er auf die aragonesische Seite und blieb dieser bis zu seinem Tod treu. Im Dienst von Ferdinand von Aragon erhielt er verschiedene Adelstitel. Im Jahr 1467 begleitete er den Herzog von Kalabrien, der den Florentinern gegen Bartolomeo Colleoni zu Hilfe kam. Als im Jahr 1478 der Krieg zwischen dem Papst und dem König von Neapel einerseits und Lorenzo il Magnifico andererseits ausbrach kämpfte er wieder an der Seite des Herzogs. Er erlebtge das Ende des Krieges nicht, da er im folgenden Jahr in Viterbo plötzlich verstarb.

## Nachkommen
Orso Orsini heiratete Elisabetta del’Anguillara († 1496), Tochter von Dolce dell’Anguillara und Rita Sanguigni, mit der er zwei Söhne hatte, Napoleon und Roberto.

## Auszeichnung
Hermelinorden